# Falso filatelico
Il falso filatelico è la falsificazione a scopo di frode di un francobollo o di un documento di storia postale. La frode può essere diretta all'amministrazione postale emittente ("Falso Postale") oppure ai collezionisti ("Falso Filatelico" propriamente detto). Le falsificazioni possono avvenire tramite la stampa ex novo degli esemplari eseguita attraverso la creazione dei calchi e l'utilizzazione di carta ed inchiostri confacenti i valori da riprodurre oppure alterando alcune caratteristiche ad oggetti originali. Quest'ultima pratica, detta anche "ritocco", può essere perseguita per aumentare il valore nominale di un francobollo e quindi frodare le amministrazioni postali oppure per creare artificialmente delle rarità filateliche e dunque frodare i filatelisti.
In alcuni casi i falsi creati furono di qualità talmente elevata da meritare il termine di falsi d'arte filatelica. Uno dei maestri in questo genere di falsificazione fu Jean de Sperati, in realtà nome d'arte dell'italiano Giovanni Desperati. Un tipo comune di falso filatelico è quello di utilizzare valori nuovi per creare false affrancature, nel caso che i valori nuovi siano di valore molto inferiore a quelli delle buste viaggiate. Un francobollo italiano frequentemente oggetto di realizzazione di falsi filatelici è il Gronchi rosa.

## Il falso per posta

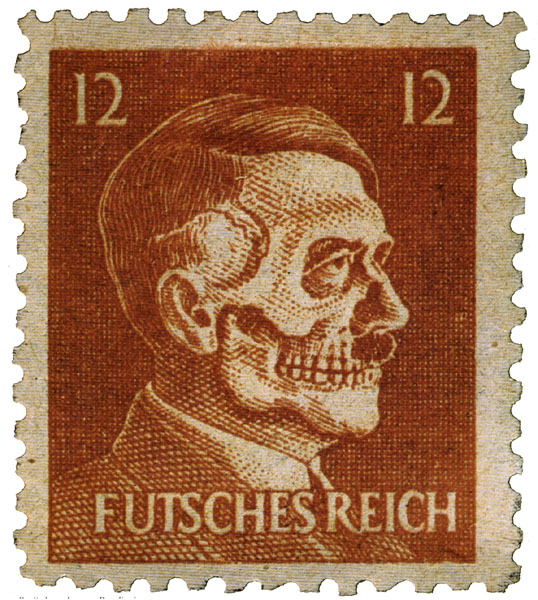
Falso per propaganda politica del 1944/45

Quando il falso viene costruito nel tentativo di frodare un'amministrazione postale, l'oggetto spedito adoperando il francobollo falso prende il nome di "falso per posta".
I falsi postali si differenziano in tre sottotipi:
- Falsi di propaganda (politica; bellica; commerciale, etc.).
- Falsi per frodare l'amministrazione postale di francobolli realmente esistenti.
- Falsi per frodare l'amministrazione postale di francobolli inesistenti.

1 - Tra questi falsi rientrano anche quelli creati per cause belliche ("Falsi di propaganda") ai fini di consentire l'affrancatura gratuita e svolgere opera di propaganda verso l'avversario. Generalmente, questi falsi di francobolli realmente esistenti, anche se passati per posta, non possiedono un valore di catalogo notevolmente maggiore rispetto agli omologhi emessi dal Poligrafico statale, in quanto i collezionisti li considerano delle vere e proprie "varietà" rare, ma d'interesse storico, piuttosto che commerciale, di francobolli emessi. Essi sono, inoltre, regolarmente quotati sui cataloghi specializzati del settore.
2 - I veri e propri falsi postali. Essi apparvero quasi contemporaneamente all'emissione dei primi francobolli, ed assai prima che si diffondesse la passione di collezionare francobolli. Il falsario può adulterare l'intero valore bollato oppure la sola soprastampa, nel caso il francobollo fosse soprastampato. L'Amministrazione Postale assimila quindi il reato di falsificazione della soprastampa a quello della falsificazione dell'intero valore bollato. Reato quest'ultimo più grave in quanto provoca un danno economico allo stato emittente.
3 - I falsi postali di francobolli inesistenti (generalmente frutto di goliardate) non sono quotati sui cataloghi, né ricercati dai collezionisti, per cui non possiedono mercato e non valgono alcunché.

### Notizie storiche sui falsi per posta
Generalmente il falso per posta è un oggetto ricercati dai collezionisti in quanto considerato alterazione utile al confronto con un documento autentico. La frode a carico delle amministrazioni postali furono concepite almeno un ventennio prima delle truffe a carico dei collezionisti in quanto la filatelia nacque intorno al 1860. Già il primo francobollo - il "Penny Black", emesso nel maggio 1840 - fu vittima di un ingenuo tentativo di falsificazione. Nel 1841 in Inghilterra furono scoperti solo due tentativi di falsificazione: in un caso l'autore venne scoperto perché aveva scritto alla sua fidanzata usando un francobollo malamente contraffatto ed un altro era stato inserito dentro la busta per la risposta. Si trattava di falsificazioni artigianali, di piccole sparute truffe casalinghe.
Probabilmente la prima falsificazione compiuta su più larga scala fu quella del "6 cuartos nero" di Spagna del 1º gennaio 1850 con il profilo della regina Isabella II, appena quattro mesi dopo l'emissione. Si tratta del primo falso postale del mondo certificato, ad opera dell’incisore Francisco Javier Martinez e dello stampatore Vincente Pastor, entrambi arrestati poco dopo.
Il primato in termini di comparsa temporale dei francobolli falsi su larga scala spetta, però, all'Italia: il Regno Lombardo-Veneto emise la prima serie di francobolli nel 1850, che venne ben presto falsificata in alcuni suoi esemplari. In questo Stato furono realizzati due tipi di falsi, quelli di Verona e quelli di Milano. I falsi di Verona riguardavano i valori da 15 e 30 centesimi della prima emissione del Lombardo Veneto e vennero eseguiti nel 1853 da un certo Gaetano Alberti, un tipografo che venne scoperto e processato per questo reato ed il 10 luglio 1854 condannato a due anni di carcere. Prima di essere scoperto, Alberti riuscì a smerciare almeno 3.700 esemplari del taglio da 15 centesimi e altrettanti da 30 centesimi sia in Veneto che in Lombardia. I falsi di Milano furono realizzati da uno o più autori mai scoperti (furono falsificati i valori da 15, 30 e 45 centesimi, in tempi diversi, dando origine a diversi tipi), tra il 1857 ed il 1859.
Lo Stato Pontificio fu preso di mira dai falsari circa la serie del 1852. Vennero falsificati i valori da 1, 5 ed 8 baiocchi a Bologna nel 1855 e nel 1857. Il falsario non venne scoperto.
Il Regno di Napoli venne particolarmente funestato per i francobolli falsi recanti l'effige del sovrano, re Francesco II delle Due Sicilie. I valori emessi nel 1858 vennero facilmente falsificati da uno o più tipografi che - con ogni probabilità - si ripeterono il lustro successivo falsificando il valore che riportava l'effige di Vittorio Emanuele II re d'Italia. Circa l'emissione del 1858 i falsi riguardarono i valori da 1, 2, 10 e 20 grana: furono così tanti che si pensa che i falsari agissero con la complicità degli stessi impiegati postali. Il francobollo da 20 grana, in particolare, fu falsificato in così grande quantità da detenere un singolare primato filatelico internazionale: è l'unico caso in cui il falso per posta è più comune dell'originale.
I primi francobolli falsi comparsi per frodare le poste del neonato Regno d'Italia risalgono al 1863 e comparvero a Napoli (due tipi) e L'Aquila (un solo tipo). I falsari presero di mira un francobollo che recava l'effigie di Re Vittorio Emanuele II di Savoia. Curiosamente, il francobollo falsificato è pure il primo valore bollato a riportare la dicitura "Italia" delle emissioni nazionali. Il francobollo originale venne emesso nel febbraio 1863 e già due mesi dopo il napoletano fu invaso da una doppia falsificazione del valore bollato. Probabilmente per sfuggire alle indagini della Polizia il falsario (od i falsari) si trasferirono in Abruzzo tra giugno e luglio di quell'anno. A settembre iniziarono ad allestire il terzo falso che - tra ottobre e dicembre - venne prodotto in almeno 5.000 unità. Le autorità postali, allarmate, il 26 dicembre bloccarono tutta la corrispondenza in uscita dall'Abruzzo e la verificarono una ad una. I falsari napoletani vennero scoperti e processati tra il dicembre 1863 e la primavera del 1864. Del falsario abruzzese non si seppe più alcunché, ma non fu rintracciato.
Un falso non con scopo di frode, bensì d'ammonimento, fu un'imitazione realizzata da Giuseppe Re nel 1863, Segretario del Ministero dei lavori Pubblici e tipografo di professione, per allertare la Direzione delle Poste del pericolo delle contraffazioni dei valori allora in corso stampati dalla tipografia britannica "De La Rue". Ne esistono soltanto tre esemplari due dei quali affrancavano una lettera regolarmente recapitata al Ministro delle Finanze Quintino Sella. Sul medesimo livello si pone una serie di francobolli utilizzati non per frodare un servizio postale, ma prodotti a mo' di souvenir. Trattasi dei cosiddetti "Falsi di Cohn", dal nome del tipografo che a Berlino, tra il 1888 ed il 1889 produsse delle ristampe non dentellate (furono dentellati e spacciati nel 1890 da ignoti) dei valori 5, 20 e 40 centesimi della IV emissione di Sardegna. Analogamente, anche alcuni noti falsari si cimentarono a voler creare una sorta di "opera d'arte", difficilmente distinguibile dall'originale e - nel contempo - autografata come falso dall'autore medesimo. È questo il caso di Giovanni Desperati un falsario italiano (1884 - 1957) naturalizzato francese ("Jean De Sperati"), noto soprattutto per la realizzazione di falsi francobolli immessi nel mercato del collezionismo filatelico come "tappabuchi" di francobolli rari e costosi. Analogo fu il caso riguardante il falsario francese François Fournier (1846 - 1917).
Anche durante e dopo la prima guerra mondiale si verificò un'impennata di falsificazioni a danno dei valori bollati della serie ordinaria del Regno d'Italia. Nel solo 1918 - 1919 a Palermo prima ed a Milano, qualche mese dopo, si falsificarono l'esemplare da 10 cent. della cosiddetta "Serie Leoni" (a Milano venne contraffatto pure il valore da 15 centesimi), mentre a Livorno nel 1923 si falsificò il valore da 50 centesimi della "Serie Michetti" (la serie raffigurava l'effigie di re Vittorio Emanuele III generalmente volta a sinistra), ed anche a Roma, negli ultimi mesi del 1925 si provvide all'uopo contraffacendo il valore da 60 centesimi.
Il periodo della Repubblica Sociale Italiana tra l'ottobre 1943 e l'aprile 1945 fu uno dei più attivi da parte dei falsari, in quanto circolavano soprattutto francobolli del precedente periodo del Regno d'Italia soprastampati e la falsificazione di una soprastampa è più semplice rispetto a quella di un intero francobollo. Classico è l'esempio dei francobolli falsificati a Genova tra l'autunno del 1943 e l'estate del 1944 scoperti con oltre sessant'anni di ritardo in quanto da sempre ritenuti "varietà" di serie ufficiali che differivano per sovrastampa e / o dentellatura.
Un caso peculiare, fu quello dei cosiddetti "Falsi di Buenos Aires", stampati allo scopo di alleggerire le tariffe sulle rimesse degli emigrati. Autore della frode fu Francesco Percivalle, nativo di Amantea (Cosenza), che iniziò le falsificazioni nel 1945 appena conclusa la seconda guerra mondiale. Per risparmiare i soldi sull'importo maggiorato dei nuovi valori bollati in corso, nel maggio dello stesso anno Percivalle acquistò un ingente quantitativo di francobolli della serie "Monumenti distrutti" appartenente alle emissioni della Repubblica Sociale Italiana. Attraverso una modifica della soprastampa aumento il valore al francobollo da 20 centesimi portandolo ad 1,20 lire. Allo stesso modo quello da 25 centesimi fu portato a 2 Lire. In questo caso quindi la frode a carico dell'amministrazione postale non era nel francobollo di per sé ma architettata attraverso la soprastampa, che imitava quella realmente allestita da parte dell'ente emittente. Francesco Percivalle commerciò poi questi falsi francobolli intascando la differenza d'importo tra il valore originale e quello sovrastampato in séguito.
Nel 1947, il falsario si trasferì in Argentina, riprendendo l'attività di falsario nella numerosa comunità di emigranti italiani. Tra il 1945 ed il 1949 era possibile spedire somme di denaro in Italia con un cambio valutario preferenziale. Nell'agosto 1949 il governo argentino sospese le rimesse a cambio preferenziale e molti italiani non riuscirono più a far pervenire aiuti economici alle famiglie. Per le spedizioni in Italia, gli emigrati, potevano utilizzare francobolli italiani, ma il costo per una spedizione di 5 g. era proibitivo in quanto equivaleva al salario di una giornata di lavoro. Fino al 22 settembre 1949 la tariffa era pari a 150 L.it.; successivamente venne incrementata a 175 L.it. Francesco Percivalle nel biennio 1950 - 1952 falsificò il valore da 100 L.it della serie italiana comunemente nota come "Democratica" ed utilizzata dagli italiani emigrati che la scambiavano con le lettere affrancate dai falsi francobolli giunti a destinazione. Percivalle rivendeva poi ai collezionisti tali lettere il cui francobollo fu poi noto come "Falso di Buenos Aires". Nel 1951 Percivalle iniziò a falsificare anche i francobolli dell'Argentina ma scoperto verso la fine del 1952 venne processato e condannato a due mesi di carcere, scontato il quale fu espulso dal paese sudamericano in qualità di "persona non gradita" e rimpatriato. E quasi certamente sue sono le false sovrastampe recanti la dicitura "Governo Militare Alleato" sui francobolli della cosiddetta "Serie Imperiale" del 1929, apposte per truffare le poste militari anglo - americane nel periodo tra il 1944 ed il 1945, durante la Luogotenenza.
Nel 1953 Percivalle fece ritorno in Italia e continuò a falsificare francobolli fuori corso postale allo scopo di truffare i collezionisti. Nel 1968, il falsario venne giudicato in tribunale per truffa ai collezionisti, ma fu assolto perché all'epoca la falsificazione di francobolli fuori corso non costituiva reato. Probabilmente sono sue le false sovrastampe concernenti la serie del "IX Congresso Filatelico di Trieste" del 1922 e la falsa dentellatura della prima serie del Regno d'Italia del 1862. In entrambi i casi sono autentici i valori bollati, ma sono false la sovrastampa in una serie la dentellatura nell'altra.
Ad ottobre del 1946 a Milano fu rinvenuto un francobollo falso corrispondente al valore da 10 L.it. della Serie Democratica: stampato in un discreto quantitativo fu distribuito a molte tabaccherie della città meneghina all'insaputa dei titolari. A differenza del "Falso di Buenos Aires" che era stato stampato in un minor numero di esemplari e non posto in vendita direttamente, questa contraffazione che prese il nome di "Falso di Milano" venne subito individuata dalle forze dell'ordine. Il 1º gennaio 1947 la Direzione Generale delle Poste (Sezione IV, Divisione I, Sezione I) diramò una circolare (numero 690897 V.4) a firma del Direttore Generale Giovanni Musumeci diretta a tutti gli Uffici Postali ed alle Direzioni Provinciali per allertare il personale sulla presenza dei francobolli falsi. Nel contempo, il valore falsificato venne messo fuori corso legale e sostituito da un altro francobollo di differente disegno ma egual valore (il nuovo francobollo da 10 lire venne emesso in colore arancio il 20 ottobre 1947, mentre il valore precedente perse la validità a partire dal 30 aprile 1948).
Fu predisposto il ritiro del francobollo oggetto della truffa e la sostituzione col nuovo francobollo appena emesso senza che fosse stato diramato un bollettino ufficiale ed in questo modo fu possibile arrestare le persone coinvolte. Il falsario risultò essere Carmelo Vicari, abitante a San Giovanni Gemini e che aveva venduto un lotto imprecisato di falsi ad un complice di nome Arnoldo Ruffoni. Il più assiduo acquirente di Ruffoni era Alfredo Ferrari, un fattorino della Società Anonima "La Stampa Commerciale" di Milano, editrice de "Il Sole". Il fattorino infedele comprava a nome della propria ditta i francobolli falsi al prezzo di quelli autentici e divideva il ricavato con l'intermediario. Il 4 giugno 1948 il Ferrari commise il passo falso di recarsi all'ufficio postale con raccomandate della ditta per cui lavorava affrancate con francobolli falsi riproducenti il valore andato fuori corso legale e venne denunciato alla pubblica sicurezza dall'impiegata che ricevette la corrispondenza. Il suo arresto da parte degli agenti del Commissariato di piazza Duomo della Questura di Milano , il giorno stesso, permise di arrestare anche il Ruffoni, come si può evincere dal verbale dell'interrogatorio.
Altro "periodo aureo" delle falsificazioni fu quello a partire dal 1955. Nell'ordine vennero falsificati i valori delle serie:
- "Serie Ordinaria Siracusana - Italia turrita" emessa tra il 1953 ed il 1977 (25 L.it., Napoli 1955 / 35 L.it., Macomer (Nuoro) 2015 / 40 L.it., Milano 1974 / 55 L.it., Macomer(NU) 2015 / 120 L.it., Bari 1979 / 125 L.it. e 130 L.it., Macomer(NU) 2015 / 150 L.it., Milano 1976 e Roma 1977 / 180 L.it., Macomer(NU) 2015 / 200 L.it., Vicenza 1972 e Roma 1977 / 300 L.it., Roma 1977 / 400 L.it., Roma 1978); Va precisato che l'amministrazione postale mise fuori corso i valori falsificati appena riscontrò la frode. Differente è il caso dei valori falsificati a Macomer nel 2015, essendo l'intera serie ordinaria di valori bollati già stata posta fuori corso nel 1992, quindi un ventennio prima. In questo specifico caso, si tratta quindi di una frode nella frode, essendo stati falsificati francobolli non già più in corso di validità ed utilizzati - probabilmente - per adeguare l'affrancatura all'aumento tariffario scattato nel mese di dicembre 2014;
- "Serie Ordinaria di San Giorgio", 1957 (1.000 L.it. stampato a Napoli nel 1981);
- "Campionati Mondiali di Ciclismo", 1962 (300 L.it. stampato a Bari);
- "Europa CEPT", 1964 (500 L.it. stampato a Roma);
- "Giro d'Italia", del 1967 (500 L.it. stampato a Firenze nel 1996);
- "Scautismo", del 1968 (50 L.it.) stampato a Macomer (Nuoro) nel 2015;
- "Risparmio Postale (1971), entrambi i valori (25 L.it. e 50 L.it.) e "25º Anniversario della Repubblica" (medesimo anno) entrambi i valori (50 L.it. e 90 L.it.), Villabassa (Bolzano), 2015.
- "6º Centenario della morte del poeta Francesco Petrarca" (1974), entrambi i valori (40 L.it. e 50 L.it.), Villabassa (BZ), 2015;
- "6º Centenario della morte del poeta Giovanni Boccaccio" (1975), entrambi i valori (100 L.it. e 150 L.it.), Villabassa (BZ), 2015;
- "Europa CEPT" (1976, entrambi i valori (150 L.it. e 180 L.it.), Villabassa (BZ), 2015;
- "Serie Ordinaria degli Alti Valori" emessa tra il 1978 ed il 2005 (6.20 € stampato a Verona nel 2013);
- "Campionati Mondiali di Pallavolo Maschile" (1978), entrambi i valori (80 L.it. e 120 L.it.), Villabassa (BZ), 2015;
- "Campionati Europei di Pallacanestro" (1979), entrambi i valori (40 L.it. e 50 L.it.), Villabassa (BZ), 2015;
- "Serie Ordinaria Castelli d'Italia" emessa tra il 1980 ed il 1998 (120 L.it Verona 2014 / 350 L.it, Verona 1982 e Napoli 1983 / 500 L.it., Genova 1983 / 650 L.it., Napoli 1994 / 700 L.it., Napoli 1987 / 750 L.it., Rovereto 1990 e Torino 1991 / 800 L.it., Napoli 1986).
- Francobollo "Pro Alluvionati" (1995) del valore nominale di 750 L.it. con sovrapprezzo pari a L.it. 2.250 falsificato probabilmente nel milanese;
- Serie Ordinaria "Donna nell'Arte" emessa tra il 1998 ed il 2005 (0.41 €, Napoli 1999, 2002 e 2004 / 0.45 €, Reggio Emilia e Roma 2006);
- "Mostra Filatelica - La Repubblica Italiana nei francobolli" del 2003 (0.62 € stampato a Verona nel 2013: curiosamente il valore genuino riproduce il francobollo da 100 L.it. della serie "Democratica" del 1945 oggetto della falsificazione da parte di Percivalle tra il 1950 ed il 1952);
- "Biblioteca Ambrosiana, del 2009 (1.40 € stampato a Verona nel 2013);
- Serie Ordinaria "Posta Prioritaria" in vigore dal 1999 (0.62 €, Padova 2003 / 0.60 € e 1.40 €, Milano 2004, 2007 e 2009, ed anche Venezia 2009, Firenze 2011, Verona 2013 quest'ultimo con errore di colore per giunta), e Ferrara 2015; 4.13 €, Ferrara 2015 ed Acciaroli frazione di Pollica 2025).

Alcuni francobolli falsificati riportanti il valore facciale ancora il Lira, quando quest'unità monetaria era già stata da un decennio soppiantata dall'Euro, ha fatto sorgere una controversia tra i periti filatelici, in quanto per alcuni si tratta di effettivi falsi postali - e quindi, da quotarsi nei cataloghi specializzati - poiché questi francobolli permangono tuttora in corso di validità e sono probabilmente stati utilizzati per adeguare l'incremento di prezzo richiesto per l'affrancatura, mentre per altri - in quanto troppo datati - questi falsi furono con ogni probabilità prodotti per truffare i collezionisti e solo in seguito utilizzati per posta, e quindi da non doversi quotare nei cataloghi.

## Il falso per collezionisti
Quando il falso è costruito per la vendita nel mercato filatelico si parla di truffa ai danni del collezionista. In questo caso si distingue tra "falsi parziali" e "falsi integrali". I falsi integrali non hanno nulla di autentico mentre nei falsi parziali si è in presenza di un oggetto autentico trasformato in un oggetto più raro e dunque costoso.

### Falsi integrali
I falsi integrali sono copie senza valore di francobolli. Spesso tra questi falsi vi sono antichi "tappabuchi" ovvero delle copie usate agli albori della filatelia per riempire gli album da filatelisti che non erano in possesso delle somme necessarie agli acquisti degli originali e si contentavano di una copia. L'aspetto vetusto di questi oggetti li fa apparire come originali ma facilmente riconoscibili da qualsiasi perito filatelico. Molte volte il falso è creato ad arte da un falsario con il solo scopo di frodare un collezionista.
Un particolare tipo di falso integrale è il "francobollo di fantasia" ovvero un francobollo che nella realtà non è mai esistito e viene spacciato per emesso.

### Falsi parziali
I falsi parziali sono quei francobolli che vengano trasformati in valori analoghi ma più rari. Un tipico caso di falso parziale è quello costruito con un francobollo originale a cui viene aggiunta una soprastampa falsa. Altro caso tipico è quello formato dallo scolorimento chimico di un francobollo autentico per raggiungere la tonalità di colore di una varietà più pregiata.
Attraverso un annullo falso vengono resi più pregiati quei francobolli che sono particolarmente rari allo stato di usati ma sono stati riscontrati casi inversi: francobolli usati resi nuovi attraverso scolorimento chimico dell'annullo.
Altro caso di falsificazione è la "rigommatura". Attraverso questa operazione i francobolli linguellati vengono privati della linguella e poi trattati in modo da ricostruire la gomma asportata. Altro caso è quello dell'aggiunta di filigrana ai francobolli che esistono senza filigrana ma sono più rari con la filigrana per via di due diverse tirature di una stessa emissione.

## La difesa dalle falsificazioni
La falsificazione dei francobolli è un reato punito dall'articolo 459 del Codice penale italiano - Falsificazione di valori di bollo, introduzione nello Stato, acquisto, detenzione o messa in circolazione di valori di bollo falsificati.
Le disposizioni degli articoli 453, 455 e 457 si applicano anche alla contraffazione o alterazione di valori di bollo e alla introduzione nel territorio dello Stato, o all'acquisto, detenzione e messa in circolazione di valori di bollo contraffatti; ma le pene sono ridotte di un terzo. Agli effetti della legge penale si intendono per "valori di bollo" la carta bollata, le marche da bollo, i francobolli e gli altri valori equiparati a questi da leggi speciali.,
Chi è soggetto all'acquisto di un falso ha dunque il diritto di denunciare alle autorità competenti l'accaduto. Tuttavia è opinione concorde che per difendersi da tali illeciti l'acquisto di oggetti filatelici da collezione vada effettuato presso ditte serie che rispondono legalmente del loro operato".
Per ogni esemplare di una certa rilevanza commerciale è possibile consultare un perito filatelico e far rilasciare un apposito certificato di autenticità.